# دار تاما (محافظة)
دار تاما هي واحدة من ثلاث محافظات في إقليم وادي فيرا، تشاد. عاصمتها غيريدا، 165 كيلومتر (103 ميل) شمال شرق أبيشي. يتكون السكان بشكل أساسي من قبائل غير عربية. دار تاما هي الموطن التاريخي لقبيلة التاما، الذين يشكلون غالبية السكان. يشكل الزغاوة أقلية كبيرة وهاجروا خلال جفاف الساحل في الثمانينيات. كلتا القبيئلتين غير عربيتين. الرئيس التشادي إدريس ديبي من قبيلة الزغاوة.

## التقسيمات الفرعية
تنقسم محافظة لوق شاري إلى 3 محافظات فرعية:
- غيريدا
- كولونغا
- سيريم بيركي